# 눈물 어린 발자국
"눈물 어린 발자국"은 한국에서 제작된 최인현 감독의 1962년 영화이다. 김진규 등이 주연으로 출연하였고 김기원 등이 제작에 참여하였다.

## 출연

### 주연
- 김진규
- 김삼화
- 이흥섭

## 제작진
- 조명: 노성호
- 녹음: 정윤주
- 미술: 홍성칠